# U-116 (1941)
U-116 – niemiecki okręt podwodny typu X B z okresu II wojny światowej. Okręt wszedł do służby w 1941. 

## Historia
Zamówienie na budowę zostało złożone w stoczni Germaniawerft w Kilonii 31 stycznia 1939. Rozpoczęcie budowy okrętu miało miejsce 1 lipca 1939. Wodowanie nastąpiło 3 maja 1941, wejście do służby 26 lipca 1941. Pierwszym dowódcą został KrvKpt. Werner von Schmidt, kolejnym Oblt. Wilhelm Grimme.
W czasie II wojny odbył 4 patrole bojowe, podczas których m.in. dostarczył zaopatrzenia (głównie paliwo) innym U-Bootom
Podczas 3 patrolu zatopił jeden statek (SS „Cortona” – 4.284 BRT) i uszkodził drugi (SS „Shaftesbury” – 7.093 BRT); miało to miejsce 12 lipca 1942, oba wchodziły w skład konwoju OS-33. 
Ostatni kontakt radiowy nawiązano z okrętem 6 października 1942 na północnym Atlantyku. U-116 zatonął z całą załogą z nieznanych przyczyn.